# Joseph Rheingruber
Joseph Rheingruber (* 24. November 1824 in Eichstätt; † 3. Juli 1894 in München) war ein deutscher Zeichner, Kupferstecher und Lithograph sowie Zeichenlehrer.

## Leben
Joseph Rheingruber besuchte die Volksschule in Eichstätt, an der er im Zeichnen von dem Historienmaler Anton Verstl unterrichtet wurde und einen Preis erhielt. Anschließend absolvierte er eine Lehre bei dem Eichstätter Zeichner, Kupferstecher und Lithographen Dismas Bachmayr (1769–1843). Ab 1844 war er in München selbst als Zeichner, Lithograph und Kupferstecher tätig, unter anderem als künstlerischer Mitarbeiter der „Zeitschrift des Vereins zur Ausbildung der Gewerke“ des Münchner Kunstgewerbevereins seit dessen Gründung 1851 und als „Zeichnungslehrer“ an der Handwerker- und Zentralfeiertagsschule in München. Mit Ministerialentschließung vom 8. Februar 1870 wurde er zum Nachfolger von Heinrich Weishaupt als Zeichenlehrer am Münchner Maximiliansgymnasium im Rang eines königlichen Professors ernannt. Mit Entschließung vom 14. November 1889 wurde er aus gesundheitlichen Gründen für das Schuljahr 1889/90 beurlaubt und unter anderem von Eugen Birzer vertreten. Nachdem Rheingruber nicht mehr an die Schule zurückgekehrt war, wurde Birzer sein Nachfolger als Zeichenlehrer.

## Werk (Auswahl)
Nürnberg, Germanisches Nationalmuseum, Graphische Sammlung:
- Werbeplakat für die Glasfabrik und -handlung von Carl Hildebrand in München, Stich nach Rudolf Gottgetreu, 50 × 33,6 cm, um 1855.
- 4 Tafeln (Stiche) für ein Chirurgisches Fachbuch von Correns, München um 1870: „Operation an der Lende“, 23,8 × 28,2 cm; „Bruchoperation“, 23,9 × 28,6 cm; „Bruchoperation und Bruchband“, 24,4 × 28,4 cm; „Chirurgische Instrumente“, 24,1 × 28,3 cm.
- Anzeige für die Zeitschrift „Die Schweiz“, Xylographische Anstalt Knesing; Lithographische Anstalt Gebrüder Ohfacher, Nürnberg 1875.

München, Stadtmuseum:
- Zwei Grundpläne des „Industrie-Ausstellungs-Gebäudes“ von August von Voit; Steingravierung von J. Rheingruber 1853, 1854; 21,5 × 29 bzw. 20 × 29,5 cm: Inv.Nr. Z 1007, 1008.
- Los-No. 2796 von der Verlosung kunstgewerblicher Erzeugnisse; Adolf Seder (1842–1881) 1869; auf Stein gezeichnet von J. Rheingruber, 20 × 14 cm: Inv.Nr. 40/421.

Maillinger-Sammlung:
- „Die Kanzel in der Maria Hilf Kirche, erfunden und in Holz ausgeführt von J. O. Entres vom Januar bis 25. August 1839, 4 Blatt Lithographien von J. Rheingruber, Gr. Fol.“: Joseph Maillinger: Bilder-Chronik, Band II, S. 11, Nr. 94.
- „Aufnahmsurkunde in den Fischer-Club. Arabesken-Einfassung mit den Werkzeugen der Fischerei und mit bildlichen Darstellungen. Graviert in Stein von Rheingruber. Fol.“: Joseph Maillinger: Bilder-Chronik, Bd. III, Nr. 588.
- „Bahnhöfe und Stationen der Eisenbahnen in Baiern, I. Lieferung. Enthält den Bahnhof zu Würzburg in 8 Blättern; II. Lieferung: Enthält den Bahnhof zu Aschaffenburg in 6 Blättern, lithographiert von Rheingruber, M. 1860 und 1862. Gr.Fol.“, nach Gottfried von Neureuther: Joseph Maillinger: Bilder-Chronik, Bd. III, Nr. 832, S. 56.
- Durchschnitt und Ornamentdetails der griechischen Kirche in Wiesbaden (Mausoleum der Großherzogin Elisabeth Michailowna, † 1845), 2 Blätter, in Stein graviert nach Zeichnungen von Philipp Hoffmann, Architekt (Probedrucke in Schwarz), 1847–1855: Joseph Maillinger: Bilder-Chronik, Bd. III, Nr. 1815, S. 105.
- Diplom des Vereins zur Ausbildung der Gewerke in München, Gr.qu.Fol.: Joseph Maillinger: Bilder-Chronik, Bd. III, Nr. 1816, S. 105.

Bei Heinrich Weishaupt gelistet:
- Erster Kopfbogen im Lehrjahr 1842 bei Dismas Bachmair in Eichstätt.
- Schmuckgegenstände und Kirchengeräthe entworfen von J. Rheingruber, graviert von H. Weishaupt.
- 23 Probedrucke zu: Das Linearzeichnen für technische Schulen von H. Weishaupt (1861 ff.), lithographiert von Jos. Rheingruber.
- Zeichnungen zu Reber's Waldschutz 1843 (d. i.: P.eter Reber: Der Waldschutz und die Forstdirektion. Mit 2 illuminierten Tafeln Abbildungen der Forstinsekten, 3 lithographierten und 4 gedruckten Tabellen. Augsburg 1842).
- Portal der St.Jakobskirche in Regensburg.
- Plan des neuen Schulhauses der Louisenschule in München.
- Titelvignette zu H. Weishaupt: Bayerns erste technische Schule oder ausführliche Geschichte der Entstehung und organischen Entwicklung der Feiertagsschule zu München sowie der dazu gehörigen lithographischen Kunstanstalt bis auf die gegenwärtige Zeit. E. A. Fleischmann, München 1865.
- Handzeichnung nach Fischers Karton der gemalten Fenster in der Auer Kirche, München 1846.
- Bildnis Ziegelwallner (d. i. Joseph Ziegelwallner, Lehrer an der Feiertagsschule in München), nach dem Leben gezeichnet von Biller (d. i. Karl Biller, *1825 in Eichstätt, Glasmaler in München), 1847; Kupferradierung von Jos. Rheingruber.
- 4 Abbildungen nach Dr.Correns.
- 8 Illustrationen aus der Zeitschrift des Münchner Kunstgewerbevereins, 17. Jg. (1867), 19. Jg. (1869), 20. Jg. (1870), 27. Jg. (1977), nach verschiedenen Entwürfen.
- 15 Entwürfe und Zeichnungen (Ornamente, Pläne, Fassaden) zu Schul- und Kirchenbauten in München, Wiesbaden, Königsbrunn. 25 Blätter von J. Rheingruber.
- 2 Blätter „Das Münster zu Freiburg“, graviert von J. Rheingruber; 1 weiteres Blatt.

Mitarbeit:
- Georg Gottfried Kallenbach: Chronologie der deutsch-mittelalterlichen Baukunst in geometrischen Zeichnungen mit kurzer Erläuterung. Lithographisches Institut von Nicolaus Zach, München 1844/45.
- Karl Möllinger (Hrsg.): Elemente des Rundbogenstiles für Schulen und zu technischen Zwecken sowie als Anleitung zum Selbstunterrichte für Architekten, Maler, Bildhauer, Steinmetze u. s. w. (…). 1. Teil. Emil Roller, München 1845/46: Heft II, Blätter 13–23 graviert von (Johann Christian) Minsinger und J. Rheingruber.
- Karl Möllinger (Hrsg.): Elemente des Spitzbogenstiles systematisch entwickelt nach den vorzüglichsten Bau- und Kunstdenkmälern des Mittelalters (…). 2 Bände. Emil Roller, München 1845/46, 1847/48 (graviert von (Johann Christian) Minsinger und J. Rheingruber).
- Die Glasgemälde in der Maria Hilfkirche der Vorstadt Au, nach Jos. Albert's photographischen Aufnahmen in Steinradierungen von Peter Herwegen, Schreiner, J. Rheingruber, F. Minsinger, F. Unger u. a. München 1849.
- Franz Eggert (Hrsg.): Abbildungen der Glasgemälde in der Salvator-Kirche zu Kilndown in der Grafschaft Kent. In der koeniglichen Glasmalerei-Anstalt gefertigt (…). Christian Kaiser, München (1852): 15 Tafeln, Steingravur mit Tonplatte, 46,1 × 27,5 cm.
- Beiträge zur Holzarchitektur des Mittelalters. Details des berühmten Hochaltars in der Stadtpfarrkirche zu Moosburg (…). Gezeichnet und bearbeitet  von A. Harrer (lithographiert von J. Rheingruber; bei. C. Wolff & Sohn, München). J. Stettner, Lindau 1856/57.
- General-Direktion der königlich bayerischen Verkehrs-Anstalten (Hrsg.): Der Bahnhof zu Würzburg in 8 Bättern / Der Bahnhof zu Aschaffenburg in 6 Blättern, lithographiert von Rheingruber, 1860 und 1862, in: Bildliche Darstellungen der Königlich bayerischen Staats-Eisenbahnen. Erste Lieferung. Mit 9 doppelblattgroßen farbig lithographierten Karten und Profilen und 25 (…) Tafeln auf 24 Blatt. München 1860/62. Teil 1: Der Bahnhof zu Würzburg auf der Königlichen Ludwigs-Westbahn erbaut und hrsg. von Gottfried von Neureuther. Großfolio, 55,2 × 36,7 cm. München 1862. Teil 2: Der Bahnhof zu Aschaffenburg auf der Königlichen Ludwigs-Westbahn erbaut und hrsg. von Gottfried von Neureuther. München, 1862.